# Język merwari
Język merwari – język indoaryjski używany w stanie Radżastan w północnych Indiach, klasyfikowany niekiedy jako część makrojęzyka marwari. Za standard uważana jest odmiana z miasta Adźmer.